# Schoepita
La schoepita o epiianthinita va ser nomenada en honor d'Alfred Schoep (1881-1966), professor de mineralogia a la Universitat de Gant, Bèlgica, que ha contribuït en gran manera a la mineralogia de l'urani.
Va ser descrit per primera vegada a partir de les mostres de les mines de Shinkolobwe al Zaire l'any 1923.

## Formació i jaciments
La schoepita és una rara alteració hidrotermal a partir de la uraninita en els dipòsits d'urani, encara que també es pot formar directament des de l'iantinita. Als territoris de parla catalana ha estat descrita a la mina Eureka (La Torre de Cabdella, Pallars Jussà).

## Propietats
El mineral es presenta de forma transparent a translúcid de color groc, groga llimona, groc marró i ambre. Ortoròmbic. Cristalls en forma de quadre encara que és variable quant a les forma (s'han assenyalat més de 20 formes de cristall).
Quan s'exposen a l'aire, als pocs mesos d'estar exposat es transforma en metaschoepita (UO₃ • nH₂O, n < 2). Les mostres de schoepita són fortament radioactives en partícules α i β i els rajos γ. La duresa és de 2,5 i la densitat és de 4,8 g/cm3.